# L'Homme en or
L'Homme en or — The Gilded Man dans l'édition originale américaine — est un roman policier américain de John Dickson Carr publié en 1942, sous le pseudonyme de Carter Dickson. C'est le 13e roman de la série mettant en scène le personnage de Sir Henry Merrivale.

## Résumé
Une nuit, dans la Maison du Masque, la somptueuse résidence du collectionneur Dwight Stanhope, un cambrioleur parvient à s'introduire. Les hôtes du manoir sont réveillés en sursaut par un bruit de lutte. Le jeune inspecteur Wood, chargé de la garde des collections, et son ami Vincent James, se ruent au rez-de-chaussée et découvrent, gisant parmi de précieux tableaux, le corps blessé et ensanglanté d'un homme masqué. Le masque de l'inconnu est retiré, et chacun constate avec stupéfaction que le cambrioleur n'est autre que Dwight Stanhope lui-même qui s'apprêtait à voler des objets de sa propre collection.
Lors des interrogatoires, Eleanor, la fille aînée de Stanhope, avoue aux policiers que son père était en difficultés financières. Betty, sa fille cadette, a de son côté surpris la veille une conversation entre son père et le financier Naseby où il était question de conclure une affaire avantageuse grâce à un « Homme en or ». Les enquêteurs ne tardent donc pas à conclure que le collectionneur cherchait à escroquer sa compagnie d'assurances. Mais pour Sir Henry Merrivale, la solution n'est pas si simple, car l'agresseur de Stanhope a bel et bien tenté de le tuer, plus qu'à donner le change pour susciter une simple mystification. En outre, on apprend bientôt que Stanhope n'était pas dans une situation financière précaire et que ses tableaux n'étaient même pas assurés...

## Particularités du roman
Ce roman de John Dickson Carr est une version allongée, et en partie édulcorée, de la nouvelle Le Cambrioleur imprudent, parue en 1940, où apparaît un autre héros de John Dickson Carr, le Dr Gideon Fell.
Parmi les plus beaux fleurons de la collection de Dwight Stanhope se trouve un tableau (fictif), intitulé L'Étang, du peintre El Greco, qui propose une représentation allégorique du lac doré associé au mythe légendaire de l'Eldorado des Andes.

## Éditions
Éditions originales en anglais
- (en) Carter Dickson, The Gilded Man, New York, Morrow, 1942 — édition originale américaine.
- (en) Carter Dickson, The Gilded Man, Londres, Heinemann, 1942 — édition originale britannique.

Éditions françaises
- (fr) Carter Dickson (auteur) et Jean Loriot (traducteur), L'Homme en or [« The Gilded Man »], Paris, Hachette, coll. « L'Énigme », 1947, 255 p. (BNF 31909871)
- (fr) John Dickson Carr (auteur) et Jean Loriot (traducteur), L'Homme en or [« The Gilded Man »], Paris, Librairie des Champs-Élysées, coll. « Le Masque no 1917 », 1988, 247 p. (ISBN 2-7024-1800-7, BNF 34944932)
- (fr) John Dickson Carr (auteur) et Jean Loriot (traducteur), L'Homme en or [« The Gilded Man »], Paris, Librairie des Champs-Élysées, coll. « Club des Masques no 628 », 1993, 247 p. (ISBN 2-7024-2354-X, BNF 35590497)

## Source bibliographique
- Roland Lacourbe, John Dickson Carr : scribe du miracle. Inventaire d'une œuvre, Amiens, Encrage, 1997, p. 83-84.